# International Featured Standards
L’International Featured Standard (IFS) consiste in un sistema di controllo unificato dei sistemi di qualità e sicurezza, applicato a tutti i livelli della produzione, confezionamento e distribuzione di alimenti, comprendente anche attività di intermediazione, commercializzazione e importazione di prodotti alimentari.
Si tratta di uno standard di audit, creato nel 2003, che si basa sulla norma ISO 9001 e sul sistema HACCP. È simile allo standard ISO 22000, che si occupa della gestione della sicurezza alimentare.

IFS ha iniziato con la pubblicazione dell'IFS Food (standard che audita i prodotti e i processi di produzione di alimenti) e poi ha sviluppato ulteriori standard, tra i quali: IFS logistics, che si applica alle aziende di logistica che si occupano di attività di trasporto, stoccaggio e distribuzione, IFS broker, che è lo standard per l'audit della conformità del servizio di intermediazione, commercializzazione e importazione di prodotti .
La versione 3 dell'IFS Food è stata sviluppata da HDE (Deutscher Einzelhandelsverband)- Federazione Tedesca dei Distributori - e lanciata nel 2003. Nel 2004, è stata sviluppata una versione aggiornata e introdotta in collaborazione con FCD - Fédération des Entreprises du Commerce et de la Distribution. 
Negli anni successivi anche le associazioni di distributori italiani hanno mostrato un certo interesse all'IFS e la versione 5, introdotta nel 1º gennaio 2008, costituisce infatti una sorta di collaborazione di tre federazioni di distributori provenienti dalla Germania, Francia e Italia .

Il 18 aprile 2023 IFS ha pubblicato la versione 8 dello standard; l'aggiornamento consente di allineare lo standard al nuovo Codex Alimentarius e alla norma ISO 22003-2 .